# 阿施巴赫
阿施巴赫是德国莱茵兰-普法尔茨州的一个市镇。总面积4.45平方公里，总人口323人，其中男性163人，女性160人（2011年12月31日），人口密度73人/平方公里。